# Pycnocoma chevalieri
Pycnocoma chevalieri är en törelväxtart som beskrevs av Lucien Beille. Pycnocoma chevalieri ingår i släktet Pycnocoma och familjen törelväxter. Inga underarter finns listade i Catalogue of Life.